# Pleasant Dreams
Pleasant Dreams šesti je studijski album američkog punk rock sastava Ramones, koji izlazi u srpnju 1981.g. Producent na materijalu je Graham Gouldman, a album objavljuje diskografska kuća "Sire Records". Pleasant Dreams dolazi na #58 "Billboardove" Top ljestvice albuma. Gitarista Johnny Ramone nije bio zadovoljan s njihovim mekanim i glatkim zvukom kao i Ramonesovim pop eksperimentiranje.
Omot Pleasant Dreams prvi je Ramonesov album koji ne sadrži slike članova sastava. Album 1993. u Argentini postiže zlatnu nakladu, a nanovo ga objavljuje 20. kolovoza 2002. izdavačka kuća "Rhino Records".

## Popis pjesama
1. "We Want the Airwaves" (Joey Ramone) – 3:22
2. "All's Quiet on the Eastern Front" (Dee Dee Ramone) – 2:14
3. "The KKK Took My Baby Away" (Joey Ramone) – 2:32
4. "Don't Go" (Joey Ramone) – 2:48
5. "You Sound Like You're Sick" (Dee Dee Ramone) – 2:42
6. "It's Not My Place (In the 9 to 5 World)" (Joey Ramone) – 3:24
7. "She's a Sensation" (Joey Ramone) – 3:29
8. "7-11" (Joey Ramone) – 3:38
9. "You Didn't Mean Anything to Me" (Dee Dee Ramone) – 3:00
10. "Come On Now" (Dee Dee Ramone) – 2:33
11. "This Business Is Killing Me" (Joey Ramone) – 2:41
12. "Sitting in My Room" (Dee Dee Ramone) – 2:30

### Reizdanje bonus skladbe
1. "Touring" (1981 version) – 2:49
2. "I Can't Get You Out of My Mind" (Joey Ramone) – 3:24
3. "Chop Suey" (alternativna verzija) (Joey Ramone) – 3:32
4. "Sleeping Troubles" (demo) – 2:07
5. "Kicks to Try" (demo) – 2:09
6. "I'm Not an Answer" (demo) – 2:55
7. "Stares in This Town" (demo) – 2:26

## Izvođači
- Joey Ramone – prvi vokal
- Johnny Ramone – gitara, prateći vokali
- Dee Dee Ramone – bas-gitara, prateći vokali
- Marky Ramone – bubnjevi

### Ostali glazbenici
- Dick Emerson – klavijature
- Dave Hassel – udaraljke
- Russell Mael - prateći vokali
- Ian Wilson - prateći vokal
- Graham Gouldman - prateći vokal

### Produkcija
- Michael Somoroff – fotografija
- Sire Records – oznake
- Graham Gouldman – producent
- Guy Juke – slika omota albuma